# Mino Cinélu
Mino Cinélu (Saint-Cloud, 10 maart 1957) is een Franse muzikant (drums, percussie, fluit), componist, producent en programmeur en wordt meestal voornamelijk geassocieerd met zijn werk als jazzpercussionist.

## Biografie
Cinélu werd geboren in Saint-Cloud, Hauts-de-Seine. Zijn vader komt uit Martinique en zijn moeder is Frans. Hij was van kinds af aan met muziek bezig, omdat zijn vader en twee broers muzikanten waren en begonnen tijd door te brengen en te spelen in verschillende concertzalen zoals de Chapelle des Lombards in de buitenwijken van Parijs. Hij raakte geïnteresseerd in verschillende muziekstijlen zoals jazz, rock, salsa en zelfs in meer esoterische varianten zoals Egyptische gezangen en Romani-muziek. Later breidde hij zijn repertoire uit met fado, flamenco, Afrikaanse muziek, Japanse muziek en Slavische muziek. Het eerste instrument dat Cinélu gebruikte, waren de bongodrums, wat hem motiveerde te besluiten om proberen te leven van zijn muziek. Hij speelde vaak de bongo's op straat, waar hij voor het eerst experimenteerde met improvisatie. Eind jaren 1970 raakte hij meer en meer geïnteresseerd in het Franse jazzfusioncircuit, waar hij veel contacten legde met andere muzikanten en leden van de muziekindustrie. Op verschillende tijden werkte hij samen met Jef Gilson, Chute Libre en Moravagine. Kort daarna begon hij te spelen met artiesten als Bernard Lavilliers, Colette Magny, Gong en Toto Bissainthe.
In 1979 verhuisde hij naar New York. Na een moeilijke start ontmoette hij verschillende muzikanten die in en rond de stad woonden, zoals George Benson, Wayne Shorter, Kenny Barron en Cassandra Wilson. Hij bleef nieuwe instrumenten in verschillende contexten leren. Zo speelde hij bas in een gospelkoor en verdiende hij wat geld door drumlessen te geven. In het begin van de jaren 1980 ontmoette hij Miles Davis tijdens het spelen in een soulband bij de New Yorkse club Mikkel's. Miles bood hem een baan aan als percussionist in zijn band, waar hij speelde naast de drummer Al Foster. Na een maand repeteren ging Cinelu op tournee met de band van Miles Davis. Zijn verblijf bij Miles Davis leidde tot meer erkenning. Tijdens een concert in de Hollywood Bowl nam Joe Zawinul contact met hem op om zich bij Weather Report aan te sluiten als percussionist, wat hij accepteerde. Tijdens deze periode begon hij met het componeren van muziek, met de hulp van Weather Report-leden Wayne Shorter en Joe Zawinul.
Cinélu speelde ook met Michel Portal, nadat deze hem zag spelen in het Théâtre du Châtelet met Miles Davis. Vanaf de jaren 1990 begon Cinelu aan een solocarrière. Zijn eerste soloalbum Mino Cinelu werd uitgebracht in 2000. Vervolgens kwam Quest Journey, waarop Cinelu samenwerkte met gitaristen Bill Frisell en Gerry Leonard, toetsenist Don Blackman, bassist Leo Traversa, DJ's DJ Logic en Nickodemus [de], zanger Toni Smith en rapper Da Lioness. Quest Journey werd in 2006 gevolgd door La californie.

## Discografie

### Met Gong
- 1976: Gazeuse!

### Met Pat Metheny Group
- 1997: Imaginary Day

### Met Miles Davis
- 1982: We Want Miles
- 1983: Star People
- 1984: Decoy
- 1987: That's What Happened: Live in Germany 1987 (dcd)

### Met Weather Report
- 1985: Sportin' Life (Columbia Records)
- 1986: This is This! (Columbia Records)

### Solo
- 1995: World Trio
  - Met Kevin Eubanks en Dave Holland
- 2000: Mino Cinelu
  - Met Moun Madinina
- 2002: Quest Journey
- 2006: California

### Met anderen
- 1984, 1984: Gil Evans - Live at Sweet Basil (Gramavision [1986]), Live at Sweet Basil Vol. 2 (Gramavision [1987])
- 1987, 1998: Geri Allen - Open on All Sides in the Middle (Minor Music); The Gathering (Verve)
- 1987: Michel Portal - Turbulence
- 1987: Sting - ...Nothing Like the Sun
- 1991, 1993, 2004, 2014: Roseanna Vitro - Reaching for the Moon (Chase Music Group); Softly (Concord Jazz); Tropical Postcards (Challenge Records); Clarity: Music of Clare Fischer (Random Act Records)
- 1991: Andy Summers - World Gone Strange
- 1991: Eliane Elias – A Long Story (Manhattan)
- 1991: Robin Eubanks - Karma (JMT)
- 1992: Kenny Barron - Sambao
- 1993: Kenny Barron - Other Places
- 1995: Christian McBride - Number Two Express
- 1995: Kenny Barron/Mino Cinelu - Swamp Sally
- 1997: Jacky Terrasson en Cassandra Wilson - Rendezvous (Blue Note)
- 1997: Kenny Barron - Things Unseen
- 1999: Jacky Terrasson - What It Is (Blue Note)
- 2002: Alain Bashung - L'Imprudence
- 2003: Anna Maria Jopek - Farat
- 2004: Serge Forté - Thanks for All, Ella Productions
- 2006: Layo & Bushwacka!/Mino Cinelu - Feels Closer
- 2012: Groove 55 - Voyage
- 2016: Kate Bush - Before the Dawn
- 2020: Nils Petter Molvær - SulaMadiana

- Bibsys: 3058198
- Bibliothèque nationale de France: cb13921721p (data)
- Gemeinsame Normdatei: 134810465
- International Standard Name Identifier: 0000 0001 2121 7688
- Library of Congress Control Number: n84040524
- MusicBrainz: 04ec3b18-63f3-481c-b820-f1f21775e805
- Nationale Bibliotheek van Tsjechië: xx0093134
- Nationale bibliotheek van Australië: 35804446
- Nationale Bibliotheek van Israël: 987007342093505171
- Nederlandse Thesaurus van Auteursnamen: 070551529
- Système universitaire de documentation: 080538878
- Trove: 1094997
- Virtual International Authority File: 14960187
- WorldCat: E39PBJc7QXmgRq8HBJ98xWf8YP